# Neuilly (Nièvre)
 Neuilly  es una comuna y población de Francia, en la región de Borgoña, departamento de Nièvre, en el distrito de Clamecy y cantón de Brinon-sur-Beuvron.
Su población en el censo de 1999 era de 151 habitantes.
Está integrada en la Communauté de communes du Val du Beuvron.
Aquí se firmó el tratado entre los Aliados y Bulgaria tras la Primera Guerra Mundial.

## Demografía
| 221 | 196 | 177 | 155 | 122 | 151 |
| Para los censos de 1962 a 1999 la población legal corresponde a la población sin duplicidades (Fuente: INSEE [Consultar]) |     |     |     |     |     |